# Ла-Граврі
Ла-Граврі́, Ла-Ґраврі (фр. La Graverie) — колишній муніципалітет у Франції, у регіоні Нормандія, департамент Кальвадос. Населення — 1117 осіб (2011).
Муніципалітет був розташований на відстані близько 240 км на захід від Парижа, 50 км на південний захід від Кана.

## Історія
До 2015 року муніципалітет перебував у складі регіону Нижня Нормандія. Від 1 січня 2016 року належав до нового об'єднаного регіону Нормандія.
1 січня 2016 року Ла-Граврі, Больє, Ле-Бені-Бокаж, Бюр-ле-Мон, Кампо, Карвіль, Етуві, Ла-Ферр'єр-Аран, Маллуе, Монтамі, Мон-Бертран, Моншове, Ле-Рекюле, Сен-Дені-Мезонсель, Сент-Марі-Ломон, Сен-Мартен-де-Безас, Сен-Мартен-Дон, Сент-Уан-де-Безас, Сен-П'єрр-Тарантен i Ле-Турнер було об'єднано в новий муніципалітет Сулевр-ан-Бокаж.

## Демографія
Динаміка населення (EHESS і Insee ):
Розподіл населення за віком та статтю (2006):
| Стать | Всього | До 15 років | 15-24 | 25-44 | 45-64 | 65-85 | Понад 85 |
| --- | ------ | ----------- | ----- | ----- | ----- | ----- | -------- |
| Чоловіки | 548    | 132         | 44    | 104   | 180   | 88    | 0        |
| Жінки | 560    | 84          | 60    | 124   | 176   | 116   | 0        |
| \| Статево-вікова піраміда \| Статево-вікова піраміда \| Статево-вікова піраміда \| \| ----------------------- \| ----------------------- \| ----------------------- \| \| Чоловіки \| Вік \| Жінки \| \| 0 \| 85 + \| 0 \| \| 20 \| 80-84 \| 12 \| \| 12 \| 75-79 \| 48 \| \| 24 \| 70-74 \| 20 \| \| 32 \| 65-69 \| 36 \| \| 28 \| 60-64 \| 12 \| \| 36 \| 55-59 \| 52 \| \| 64 \| 50-54 \| 60 \| \| 52 \| 45-49 \| 52 \| \| 16 \| 40-44 \| 40 \| \| 44 \| 35-39 \| 36 \| \| 16 \| 30-34 \| 28 \| \| 28 \| 25-29 \| 20 \| \| 24 \| 20-24 \| 24 \| \| 20 \| 15-20 \| 36 \| \| 48 \| 10-14 \| 40 \| \| 40 \| 5-9 \| 20 \| \| 44 \| 0-4 \| 24 \| |        |             |       |       |       |       |          |
| Статево-вікова піраміда |        |             |       |       |       |       |          |
| Чоловіки | Вік    | Жінки       |       |       |       |       |          |
| 0 | 85 +   | 0           |       |       |       |       |          |
| 20 | 80-84  | 12          |       |       |       |       |          |
| 12 | 75-79  | 48          |       |       |       |       |          |
| 24 | 70-74  | 20          |       |       |       |       |          |
| 32 | 65-69  | 36          |       |       |       |       |          |
| 28 | 60-64  | 12          |       |       |       |       |          |
| 36 | 55-59  | 52          |       |       |       |       |          |
| 64 | 50-54  | 60          |       |       |       |       |          |
| 52 | 45-49  | 52          |       |       |       |       |          |
| 16 | 40-44  | 40          |       |       |       |       |          |
| 44 | 35-39  | 36          |       |       |       |       |          |
| 16 | 30-34  | 28          |       |       |       |       |          |
| 28 | 25-29  | 20          |       |       |       |       |          |
| 24 | 20-24  | 24          |       |       |       |       |          |
| 20 | 15-20  | 36          |       |       |       |       |          |
| 48 | 10-14  | 40          |       |       |       |       |          |
| 40 | 5-9    | 20          |       |       |       |       |          |
| 44 | 0-4    | 24          |       |       |       |       |          |

## Економіка
2010 року серед 719 осіб працездатного віку (15—64 років) 533 були активними, 186 — неактивними (показник активності 74,1%, у 1999 році було 73,7%). З 533 активних мешканців працювала 501 особа (267 чоловіків та 234 жінки), безробітними було 32 (13 чоловіків та 19 жінок). Серед 186 неактивних 61 особа була учнем чи студентом, 89 — пенсіонерами, 36 були неактивними з інших причин.

У 2010 році в муніципалітеті числилось 460 оподаткованих домогосподарств, у яких проживали 1138,5 особи, медіана доходів виносила 18 217 євро на одного особоспоживача